# تومو ساتو
تومو ساتو (ژاپنی: 佐藤 智؛ زادهٔ ۲۸ اوت ۱۹۷۴) یک بازیکن فوتبال اهل ژاپن است.
از باشگاه‌هایی که در آن بازی کرده‌است می‌توان به باشگاه فوتبال اوراوا رد دیاموندز اشاره کرد.